# Pierre-Évariste Leblanc

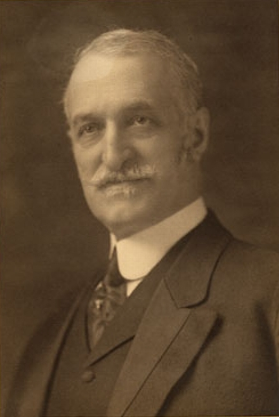
Pierre-Évariste Leblanc

Sir Pierre-Évariste Leblanc, KCMG, QC (* 10. August 1853 in Saint-Martin, Québec; † 18. Oktober 1918 in Sillery, Québec) war ein kanadischer Politiker. Er war von 1882 bis 1908 mit Unterbrechungen Abgeordneter der Nationalversammlung von Québec. Von 1915 bis zu seinem Tod amtierte er als Vizegouverneur der Provinz Québec.

## Biografie
Leblanc studierte Recht an der Université de Laval und an der McGill University. 1876 erhielt er die Zulassung als Rechtsanwalt und war daraufhin in Montreal in der Kanzlei Leblanc et Brossard tätig. Im Oktober 1882 trat er für die Parti conservateur du Québec zu einer Nachwahl in Laval an und zog in die Nationalversammlung von Québec ein. Ein halbes Jahr später wurde die Wahl wegen korrupter Machenschaften annulliert und Leblanc unterlag bei der Wiederholung im Juni 1883. Da aber auch der Gegenkandidat der Korruption beschuldigt worden war, musste diese Wahl ebenfalls annulliert werden.
Im Juli 1884 zog Leblanc erneut ins Provinzparlament ein. 1886 gelang ihm die Wiederwahl, doch wurde die Wahl im April 1888 wegen Wahlfälschung erneut annulliert. Gleichwohl trat Leblanc einen Monat später wieder an und war erfolgreich. Nach den Wahlen von 1892 übernahm er das Amt des Speakers, welches er fünf Jahre lang ausübte. Ab 1905 war Leblanc Parteivorsitzender, bis er 1908 seinen Sitz im Parlament verlor. Generalgouverneur Prinz Arthur vereidigte ihn am 12. Februar 1915 als Vizegouverneur von Québec. Dieses repräsentative Amt übte er bis zu seinem Tod aus.